# Kata Tüttő

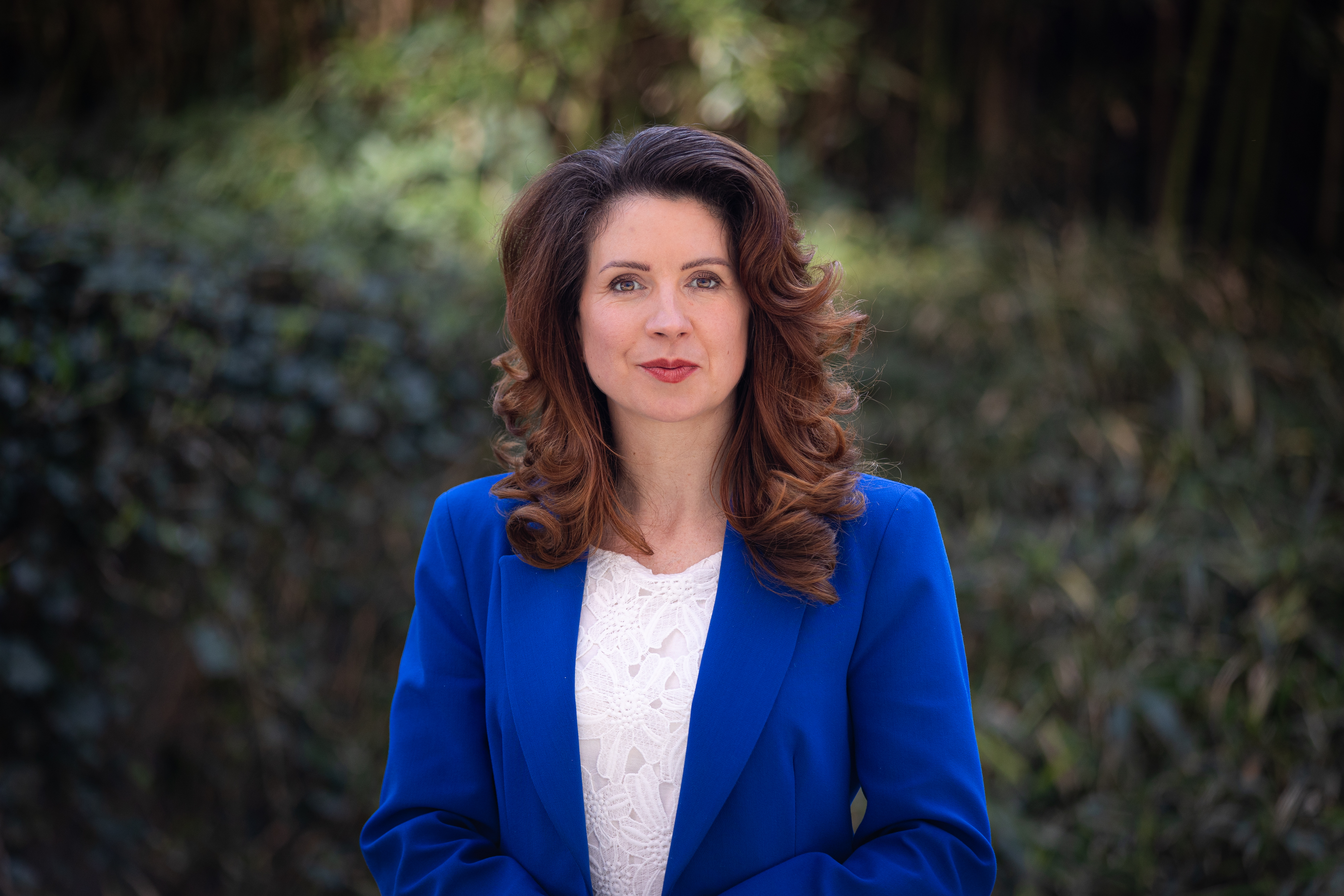
Kata Tüttő, 2025

Kata Tüttő (* 28. Februar 1980 in Budapest) ist eine ungarische Politikerin der Magyar Szocialista Párt. Seit Februar 2025 ist sie Präsidentin des Europäischen Ausschusses der Regionen. 

## Leben
Ihr Vater, der Physiker István Tüttő, war der Arbeit wegen mit der Familie in die USA gezogen. Kata Tüttő wuchs in Charlottesville in Virginia auf. Anfang der 1990er Jahre zog die Familie zurück nach Ungarn. Ihre letzten Schuljahre verbrachte Tüttő in Budapest. Bis 2010 erwarb sie dann mehrere Abschlüsse in Wirtschaftswissenschaften und European Studies.
Sie trat bereits 1997 der Ungarischen sozialdemokratischen Partei MSZP bei. Von 2002 bis 2014 war sie Mitglied der Stadtverordnetenversammlung von Budapest. Bei den Bürgermeisterwahlen von Budapest 2019 scheiterte sie zwar, wurde aber zur stellvertretenden Bürgermeisterin gewählt. Ab 2022 vertrat sie die MSZP in der Sozialdemokratischen Partei Europas (SPE). 
Am 19. Februar 2025 löste sie Vasco Cordeiro in seiner Funktion als Präsident des Ausschusses der Regionen ab. 
Tüttő ist Mutter zweier Kinder.